# Oltreuomo

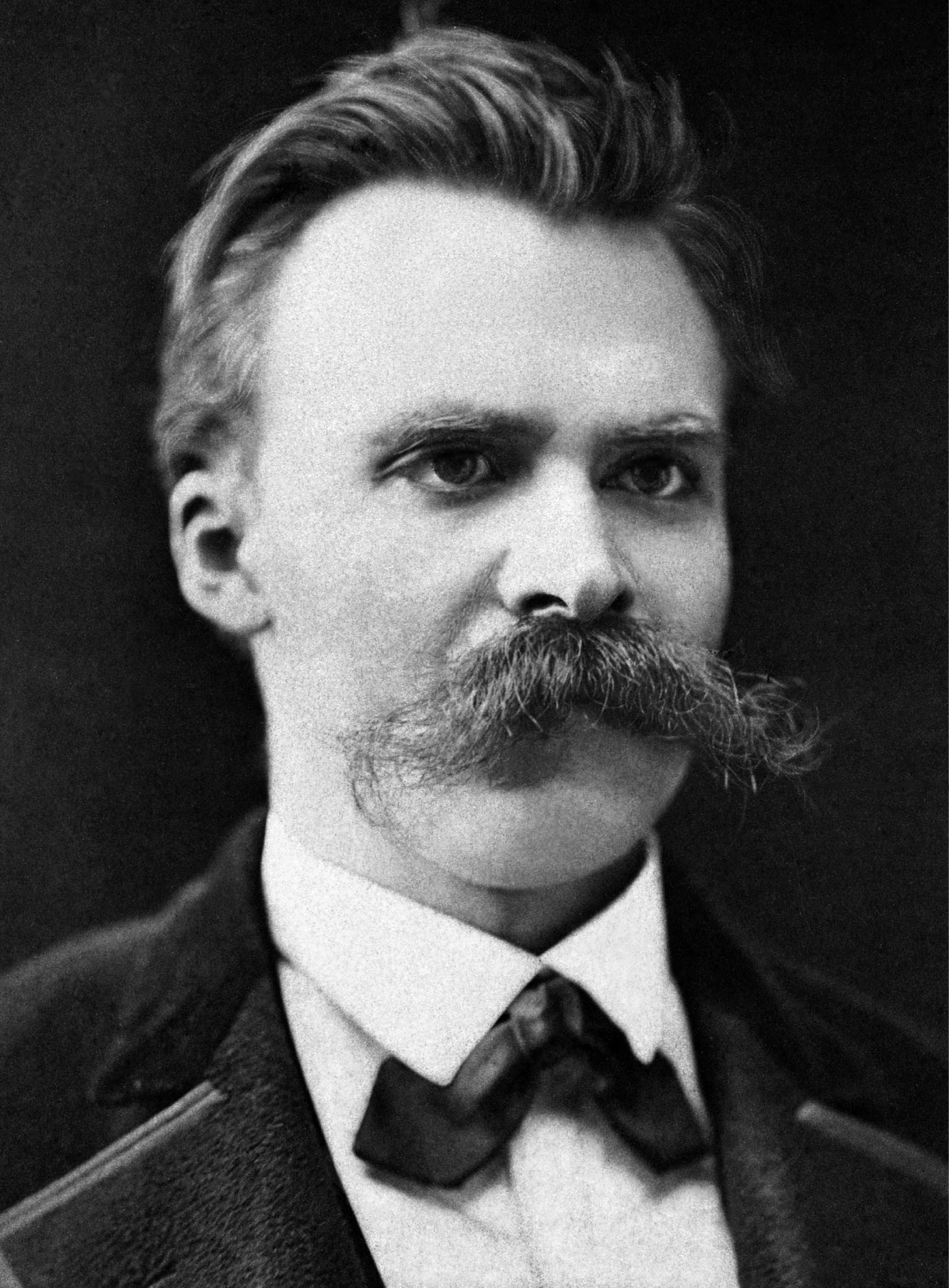
Friedrich Nietzsche

Il concetto di oltreuomo o superuomo (dal tedesco Übermensch), introdotto dal filosofo Friedrich Nietzsche, è un'immagine o figura metaforica che rappresenta l'uomo che diviene se stesso in una nuova futura epoca contrassegnata dal cosiddetto nichilismo attivo. Secondo Nietzsche, infatti, il nichilismo passivo, che seguirebbe alla scoperta della "morte di Dio", ovvero dell'inesistenza di un unico scopo della vita fondamentale, può essere superato solo con un accrescimento dello spirito personale, il quale appunto aprirebbe le porte a una nuova epoca, annunciata in Così parlò Zarathustra (Also sprach Zarathustra), in cui l'uomo è libero dalle catene e dai falsi valori etici e sociali dettati dallo spirito apollineo impostosi con la filosofia di Socrate, seguendo invece lo spirito dionisiaco. 
Alcune dottrine politico-ideologiche - come il nazionalsocialismo tedesco - mutuarono successivamente, strumentalizzandolo.

## Descrizione

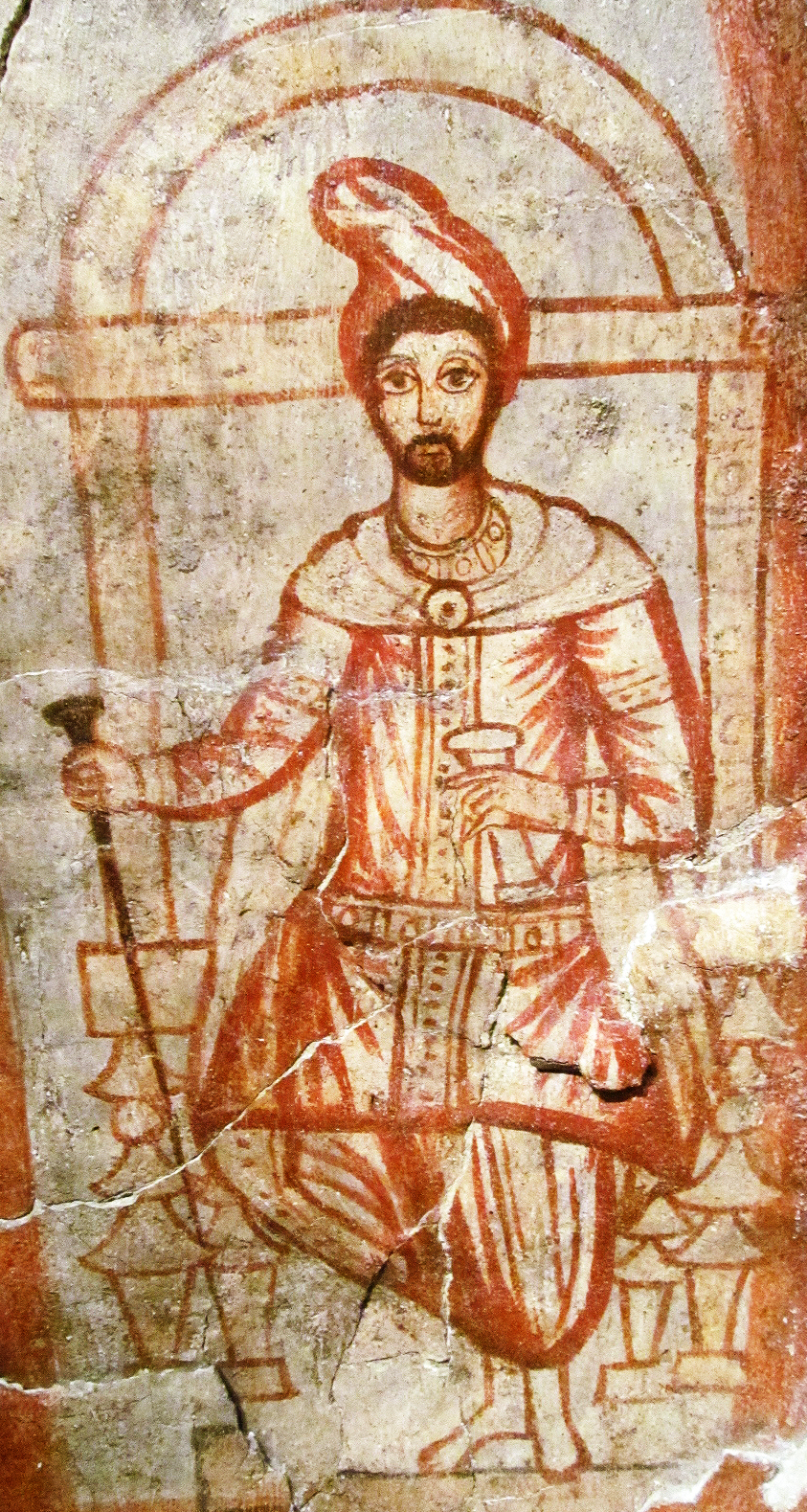
Ritratto di Zarathustra, il filosofo persiano ripreso da Nietzsche nell'opera Così parlò Zarathustra

Il termine "superuomo" rappresenta la traduzione iniziale che fu data all'espressione Übermensch che si trova nei testi originali di Nietzsche; tuttavia è rilevante l'interpretazione successiva di Gianni Vattimo, a partire da Il soggetto e la maschera, il quale ritiene che la traduzione letterale "oltreuomo" risulti più appropriata e rispecchi meglio l'ideale perseguito da Nietzsche, nonostante ciò il primo ad utilizzare l'espressione "oltreuomo" per la traduzione dell'espressione Übermensch non fu Vattimo, ma un filosofo forse  meno conosciuto, un pensatore della cristianità del Novecento, alfiere dell'ontologismo critico-ascetico: Teodorico Moretti-Costanzi.  Questa traduzione è però contestata dal filosofo Domenico Losurdo.
La parola tedesca può comunque essere fatta risalire al termine in greco antico ὑπεράνθρωπος?, hyperánthropos, le cui prime attestazioni sono nel I secolo a.C., con Dionigi di Alicarnasso, e nel II secolo d.C., con Luciano. In tedesco il vocabolo Übermensch appare per la prima volta nel 1527, in una lettera con la quale il domenicano Hermann Rab si scagliava violentemente contro i luterani.
Altri autori che usarono il termine, benché con un diverso contenuto semantico, furono il teologo Heinrich Müller, nell'opera Geistliche Erquickungsstunden (1664), Johann Gottfried von Herder e il filosofo indiano Sri Aurobindo. Johann Wolfgang von Goethe ha usato il termine in senso ironico nel Faust („Welch erbärmlich Grauen fasst Übermenschen dich!“ ("Quale tremendo orrore ti suscitano gli oltreuomini"), parte I, scena I, v. 490) e nella sua poesia Zueignung (1787).
Il superuomo abbandona le ipocrisie dei moralisti e afferma se stesso, ponendo di fronte alla morale comune i propri valori. Egli identifica il ritorno al mondo del pensiero dionisiaco, guidato dalle passioni. Nietzsche è convinto dell'esistenza di un'unica vita terrena, legata alla corporeità fisica; l'uomo è dunque solo corpo e deve lasciarsi guidare dalle proprie pulsioni, lacerando così il "Velo di Maya" introdotto da Schopenhauer, ovvero l'apparenza che cela la Volontà opprimente l'individuo.
Lo scopo del superuomo non è posto in un universo trascendente, ma trascendentale che punta alla felicità immanente tramite la capacità creativa. Egli è visto come il grado più alto dell'evoluzione, ed esercita il diritto dettatogli dalla forza e dalla superiorità sugli altri. Questo diritto gli si presenta tuttavia anche come dovere di contrapporsi all'ipocrisia della massa e va contro la stessa tradizionale etica del dovere. Il superuomo contrappone al "Tu devi!" kantiano il nietzschiano "Io voglio!".

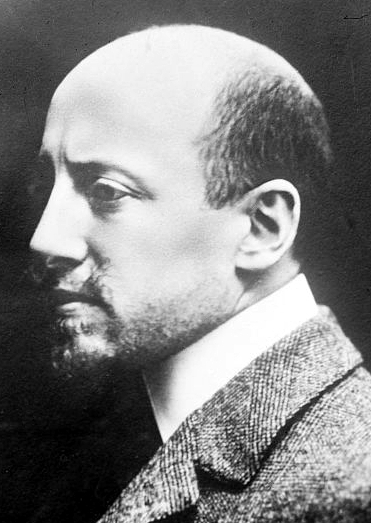
Gabriele D'Annunzio, scrittore e poeta, che inventò il calco "superuomo", ispirandosi alla teoria per i suoi personaggi

Nel concetto di superuomo è essenziale la volontà di potenza, che va vista come movente della storia dell'uomo. Essa si presenta nella creazione della natura così come nelle strutture sociali, e va continuamente oltrepassata. Nel superuomo non rientra tuttavia alcuna prospettiva di violenza o spirito di dominio. Nietzsche non va assolutamente inteso come precursore di Hitler, in quanto nella figura del superuomo non viene identificato un capo carismatico, ma un annunciatore di una nuova figura di uomo. Zarathustra è colui che rende l'uomo consapevole di essere solo un ponte verso una sua più completa e "umana" affermazione, nella quale si serve di un supplemento di coscienza e di spirito per adempiere al soddisfacimento della propria esistenza. Nonostante esso sia un modello del tutto a-morale, non può essere identificato come celebrazione del germanesimo, né con il superomismo legato al modello estetico di Gabriele D'Annunzio.
L'Übermensch per Nietzsche è inteso quasi come meta (nel suo significato etimologico di "oltre" e figurato di "fine")-uomo, a cui tendere e per cui venire selezionati ed educati; in quanto bisogna prima creare le condizioni psicofisiche interne ed esterne adatte perché il superuomo possa apparire. In questo da un lato prendendo a modello il grandioso splendore, culturale e politico, prodotto dalla secolare selezione psicofisica della nostra passata aristocrazia (fenomeno comune a tutte le civiltà in ascesa ma "inconscio" rispetto alla sua teoria meta-umana) incominciato nel Rinascimento italiano e culminato nel '700 francese; dall'altro rifacendosi all'antico ginnasio greco o la Repubblica di Platone, il cui scopo finale era la creazione del guerriero-filosofo. Uomo nuovo che però resta in bilico "sulla corda tesa sopra l'abisso", a metà rappresentante di quel superuomo al di là dell'ominide e per l'altra metà precursore e generatore dello stesso.
Di qui l'ammirazione di Nietzsche per la tragedia greca (in particolare Eschilo), quale mezzo educativo all'eroica tragicità della vita, e per il prometeico istinto dell'uomo rinascimentale (l'uomo universale) che nella sua completezza teorica e pratica sapeva tendere oltre l'"umano troppo umano"; con una magnificenza creatrice, culturale e politica, che quell'impulso vitale, "al di là del bene e del male", comporta. Per lui, e ai suoi tempi, ancora incarnato in particolare da Napoleone e Goethe.
Il superomismo, ossia l'atteggiamento di attesa di tipi umani superiori, non è stata comunque una novità assoluta introdotta da Nietzsche. Per esempio, già un autore amato da Nietzsche, Ralph Waldo Emerson, ispirandosi al culto degli eroi di Thomas Carlyle, parlava di una variegata serie di figure umane idealizzate come i "grandi uomini", gli "uomini rappresentativi", "il Poeta", il "Pensatore" il "semidio" ma anche l'uomo della potenza e della sovrabbondanza vitale, che Emerson chiamava plus man nel saggio Potenza. Probabilmente l'Übermensch nietzschiano è stato mutuato da quest'espressione.
Nella sua opera Così parlò Zarathustra (Also sprach Zarathustra) Nietzsche spiega i tre passi che l'essere umano deve seguire per divenire superuomo (uomo del superamento):
- possedere una volontà costruttiva, in grado di mettere in discussione gli ideali prestabiliti;
- superare il nichilismo, attraverso la gioia tragica e il recupero della volontà di potenza;
- perpetrare e promuovere eternamente il processo di creazione e rigenerazione dei valori sposando la nuova e disumana dimensione morale dell'"amor fati", che delinea un amore gioioso e salubre per l'eternità in ogni suo aspetto terribile, caotico e problematico.

### I suoi maestri
Per esperienza storica, quanto e forse più importante del superuomo, erano per Nietzsche i suoi educatori all'universalità rinascimentale e al "grande stile" tragico eschileo che - come nella Repubblica di Platone, l'Aio rinascimentale, Il Principe di Machiavelli o Napoleone - dovevano formare una nuova aristocrazia di "Signori della Terra" della politica mondiale. In questo aiutati dall'arte, l'ascesi,... e la scienza per selezionare e rafforzare quel determinato tipo d'uomo superiore già apparso in passato in modo casuale e represso dal "gregge" in modo voluto; dando così inizio a una filosofia sperimentale la cui metafisica, avvalendosi del sapere scientifico e le creazioni artistiche, elaborasse i canoni estetici (le nuove tavole dei valori) psicofisici per ottenere e plasmare tali portatori della specie umana oltre se stessa: gli "Iperborei".

## Influenze politiche, sociali e culturali

### Superuomo e anarchismo
Il pensiero di Nietzsche ebbe un'importante influenza sugli autori anarchici. Spencer Sunshine scrive che "C'erano molte cose che hanno attirato gli anarchici a Nietzsche: il suo odio per lo Stato; il suo disgusto per il comportamento sociale irragionevole delle "greggi"; il suo anticristianesimo; la sua diffidenza verso l'effetto sia del mercato sia dello Stato sulla produzione culturale; il suo desiderio di un 'superuomo' ("overman") - vale a dire, di uomo nuovo che non doveva essere né padrone né schiavo; il suo elogio del sé estatico e creativo, con l'artista come suo prototipo, che avrebbe potuto dire, 'Sì' per l'auto-creazione di un nuovo mondo sulla base del nulla; e la sua trasmissione della 'trasvalutazione dei valori' come fonte di cambiamento, in contrasto a una concezione marxista della lotta di classe e alla dialettica di una storia lineare." L'influente anarchica statunitense Emma Goldman nella sua celebre raccolta di saggi Anarchia, femminismo e altri saggi (Anarchism and Other Essays), nella prefazione difende appassionatamente sia Nietzsche sia Max Stirner dagli attacchi all'interno dell'anarchismo quando dice che "La più avvilente tendenza comune tra i lettori è quello di strappare una frase da un'opera, come criterio delle idee o della personalità dello scrittore. Friedrich Nietzsche, per esempio, viene denigrato come un odiatore dei deboli, perché credeva nell'Übermensch. Non sovviene agli interpreti poco profondi di quella mente gigante che questa visione dell'Übermensch invoca anche uno stato della società che non darà vita a una razza di deboli e schiavi."
Sunshine afferma che "gli anarchici spagnoli mescolarono anche la loro politica di classe con l'ispirazione nietzschiana." Murray Bookchin, in The Spanish Anarchists, descrive il membro di spicco del CNT–FAI Salvador Seguí come "un ammiratore dell'individualismo nietzscheano, del superhombre a cui 'tutto è permesso'." Bookchin, nella sua introduzione del 1973 a The Anarchist Collectives di Sam Dolgoff, descrive a sua volta la ricostruzione della società da parte dei lavoratori come un progetto nietzscheano. Bookchin afferma che "i lavoratori devono vedersi come esseri umani, non come esseri di classe; come personalità creative, non come 'proletari', come individui autonomi, non come 'masse' ... (la) componente economica deve essere umanizzata proprio dalla proposizione di un''affinità di amicizia' per il processo di lavoro, diminuendo il ruolo del lavoro oneroso nella vita dei produttori, infatti da una 'trasvalutazione dei valori' totale (per usare l'espressione di Nietzsche , in quanto si applica alla produzione e al consumo così come alla vita sociale e personale.")

### Superuomo e nazionalsocialismo
Il termine Übermensch fu utilizzato frequentemente da Hitler e dal regime nazista per descrivere la loro idea di una razza ariana o razza dominante germanica biologicamente superiore; una forma di Übermensch nietzschiano divenne un fondamento ideologico per il Partito Nazionalsocialista dei Lavoratori Tedeschi. La loro concezione di Übermensch, tuttavia, fu di natura razziale. La nozione nazista di razza dominante generò anche l'idea di "esseri umani inferiori" (Untermenschen) che potevano essere dominati e schiavizzati; questo termine non è presente nelle opere di Nietzsche. Nietzsche stesso fu critico sia con l'antisemitismo sia con il nazionalismo tedesco. A dispetto di queste dottrine, affermò che egli e la Germania erano stati grandi solo a causa di "sangue polacco nelle loro vene", e scrisse nel 1887 che «Gli ebrei sono più interessanti dei tedeschi, la loro storia presenta problemi ben più fondamentali». In ogni caso, il termine Untermensch, usato dai nazionalsocialisti, non si trova da nessuna parte nelle opere di Nietzsche. In contrasto con l'Oltreuomo, l'Ultimo uomo è descritto in Così parlò Zarathustra come stanco della vita, disinteressato e letargico.

### Il "superuomo" dannunziano

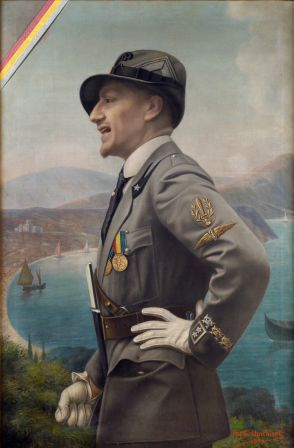
Enrico Marchiani, Ritratto di Gabriele D'Annunzio in uniforme da Ardito. Museo D'Annunzio Eroe del Vittoriale.

Gabriele D'Annunzio per la stesura dei suoi primi romanzi si rifece molto al superomismo nietzschiano. Infatti molti dei temi toccati nelle opere dannunziane sono quelli della ricerca del protagonista nel diventare un asceta, un essere perfetto in grado di controllare la Natura, le passioni che provengono da essa, e perfino le passioni stesse che egli prova stando con le sue amanti. Un elemento forse che separa D'Annunzio dal superomismo di Nietzsche è proprio il fatto della relazione amorosa del protagonista "superuomo" con le donne. Non vi è opera nella produzione di D'Annunzio in cui il protagonista non sia solo senza una donna.
Ad esempio ne L'innocente il protagonista Tullio ha vari rapporti amorosi con la sua donna e dopo che viene a conoscenza dell'esistenza di una via per arrivare a guardare la sua esistenza senza dolore, abbandona per sempre l'amata. Tuttavia questa è incinta e così Tullio si ritrova come frenato nel percorrere il suo percorso filosofico all'infuori della vita terrena. Egli è fortemente collegato al suo mondo perché ora sta per diventare padre. Per liberarsi di quel calvario uccide il figlio non appena nasce.
Nel Trionfo della morte il nobile protagonista Giorgio, la cui stirpe affonda le radici nella città abruzzese di Guardiagrele, è distrutto proprio dal fatto che possiede un'amante troppo invadente: Ippolita. Giorgio, dopo aver provato delusione nel tornare nel suo paese d'origine da Roma, si trasferisce in una casa a San Vito Chietino sopra un eremo che oggi è chiamato "Eremo Dannunziano". Ma neanche lì trova la pace, perché si accorge che un male lo tormenta. Pian piano Giorgio scopre che l'origine del suo male di vivere è proprio Ippolita stessa, dissuadente e infantile. Nel romanzo ci sono molte citazioni dal Così parlò Zarathustra in cui Giorgio cerca di emulare, senza riuscirci, i dettami del filosofo nietzschiano. Dopo aver avuto un'ennesima delusione nell'essersi accorto come la gente della sua terra d'Abruzzo fosse caduta in basso, Giorgio focalizza definitivamente in Ippolita la sua Nemica, la ragione del suo male. Disperato egli si suicida coinvolgendo anche l'amante.
Nel Fuoco tutto cambia: Stelio è un uomo acceso dalla passione per l'arte e la fama, già consapevole di essere superuomo. Uno degli oggetti del suo desiderio sono, ovviamente, le donne; e tuttavia, egli infine sacrifica la sua relazione con la Foscarina (alter ego di Eleonora Duse) per poter perseguire il suo progetto di una grande opera teatrale "latina" in grado di competere con quella di Richard Wagner.

#### Opere di D'Annunzio dove è presente il Superuomo
- L'innocente (1892) - fallito
- Il trionfo della morte (1894) - fallito
- Le vergini delle rocce  (1895) - fallito (non conclusa la serie)
- Il fuoco (1900) - raggiunto (ma anche in questo caso, la trilogia "del melograno" immaginata da D'Annunzio non viene completata)
- Maia (primo libro delle Laudi - 1903) superuomo che si mescola con la natura
- Elettra (secondo libro delle Laudi) - super nazionalista
- Alcyone (terzo libro delle Laudi) - superuomo in fusione panica con la natura
- Forse che sì forse che no (1910) - raggiunto in parte (l'eroe, un aviatore, compie la trasvolata del Mar Tirreno che progettava, ma al prezzo di gravi sacrifici)

## Influenza nella cultura di massa
- L'eroe dei fumetti Superman, quando Jerome "Jerry" Siegel lo ideò, era in origine un personaggio negativo modellato sull'idea di Nietzsche (vedi The Reign of the Superman).[28][29][30] Venne reinventato come eroe dal suo disegnatore Joseph "Joe" Shuster, dopodiché mostrava poche somiglianze col personaggio precedente, pur avendo ancora dubbi morali.[31]
- Jack London dedicò i suoi romanzi Il lupo di mare e Martin Eden a criticare il concetto di superuomo di Nietzsche e il suo radicale individualismo,[32] che London considerava autoreferenziale ed egoistico.
- Il dramma di George Bernard Shaw Uomo e superuomo (Man and Superman) è un riferimento a questo archetipo; il suo personaggio principale si considera un rivoluzionario indomabile, al di sopra delle normali preoccupazioni dell'umanità.
- James Joyce usa il concetto di Übermensch nel primo capitolo del suo romanzo Ulisse (Ulysses).[33]